# Kingdom Hearts 0.2 Birth by Sleep - A Fragmentary Passage
Este juego de la saga Kingdom Hearts sirve como precuela de Kingdom Hearts III. Fue publicado en exclusiva para la consola de Sony PlayStation 4, incluido en el recopilatorio Kingdom Hearts HD 2.8 Final Chapter Prologue, que posteriormente fue lanzado para Xbox One. 
Sin considerar revisiones ni ediciones Final Mix, puede considerarse el tercer juego de la sub-serie de precuelas por orden cronológico, después de Kingdom Hearts Union χ para móviles y Kingdom Hearts Birth by Sleep para PSP. 
También puede ser considerado el noveno de la serie principal, ya que es el que precede a Kingdom Hearts III que ocuparía así la décima posición.
Fue el primer juego de la serie en no ser lanzado de forma individual, al estar solo disponible en el recopilatorio Kingdom Hearts HD 2.8 Final Chapter Prologue.

## Trama
Los sucesos de este juego ocurren inmediatamente después de los de Kingdom Hearts 3D: Dream Drop Distance. Riku y Kairi, se enteran de que Aqua lleva diez años atrapada en la oscuridad, y el rey Mickey se dispone a buscarla. Mientras, Aqua nos guía a través de distintos sucesos que tendremos que ir investigando y resolviendo antes de empezar con Kingdom Hearts III.

## Mundos Disponibles
- Reino de la Oscuridad
- Castillo de los Sueños: Mundo de la película La Cenicienta
- Bosque de los Enanitos: Mundo de la película Blancanieves y los Siete Enanitos
- Reino Encantado: Mundo de la película La Bella Durmiente

## Enlaces Externos
- Datos: Q29453254